# Dorfkirche Döschnitz

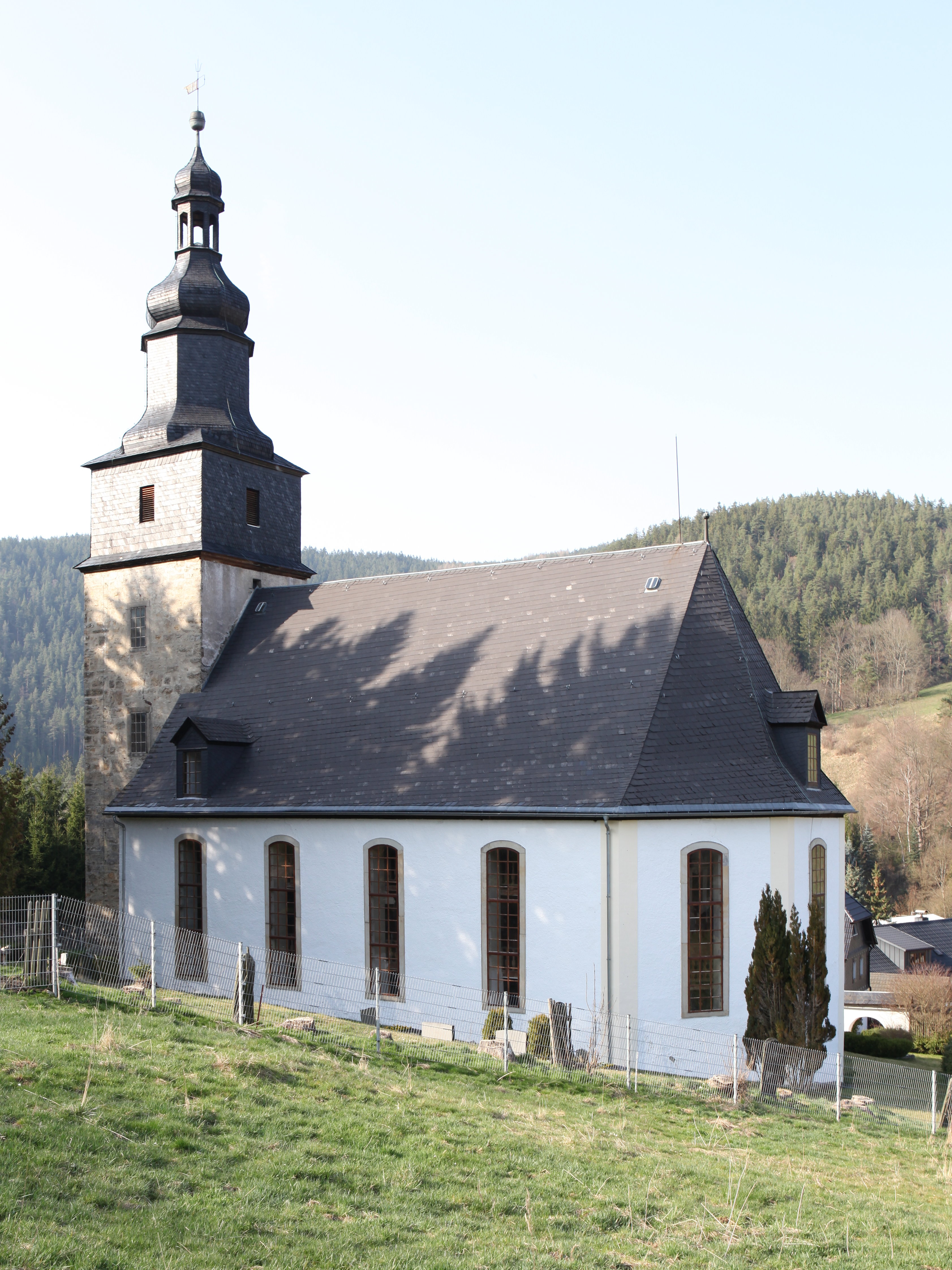
Evangelische Kirche Döschnitz

Die evangelische Dorfkirche Döschnitz steht in der Gemeinde Döschnitz im Landkreis Saalfeld-Rudolstadt in Thüringen.

## Geschichte
Die Erbauung der Kirche im Stil des Spätbarock datiert auf das Jahr 1732, da die Vorgängerkirche nicht mehr nutzbar war und abgerissen werden musste. Bis zur endgültigen Fertigstellung und Einweihung des Gotteshauses am 24. Juli 1770 vergingen allerdings 38 Jahre. Kanzelaltar, Taufstein, Emporen und die mit filigranen Stuckelementen verzierte Decke sind Stiftungen wohlhabender Familien.
Initiator des Kirchenbaus war der damalige Pfarrer Magister Christian Friedrich Scharff (* 2. Oktober 1693 in Auleben; † 12. September 1751 in Allendorf). Scharff, der von 1721 an in Döschnitz tätig war, wechselte 1734 nach Allendorf und übergab die Pfarrstelle in Döschnitz an Johann Wolfgang Wintzer (1734–1751). Danach folgten die Pfarrer Adolph Anton Haucke (1751–1763) und Johann Christoph Lunderstedt (1764–1780). Letzterer erlebte also die Fertigstellung der Kirche und die Einweihung im Jahr 1770. Sein Nachfolger war Johann Gottlob Scherr (1780–1800).

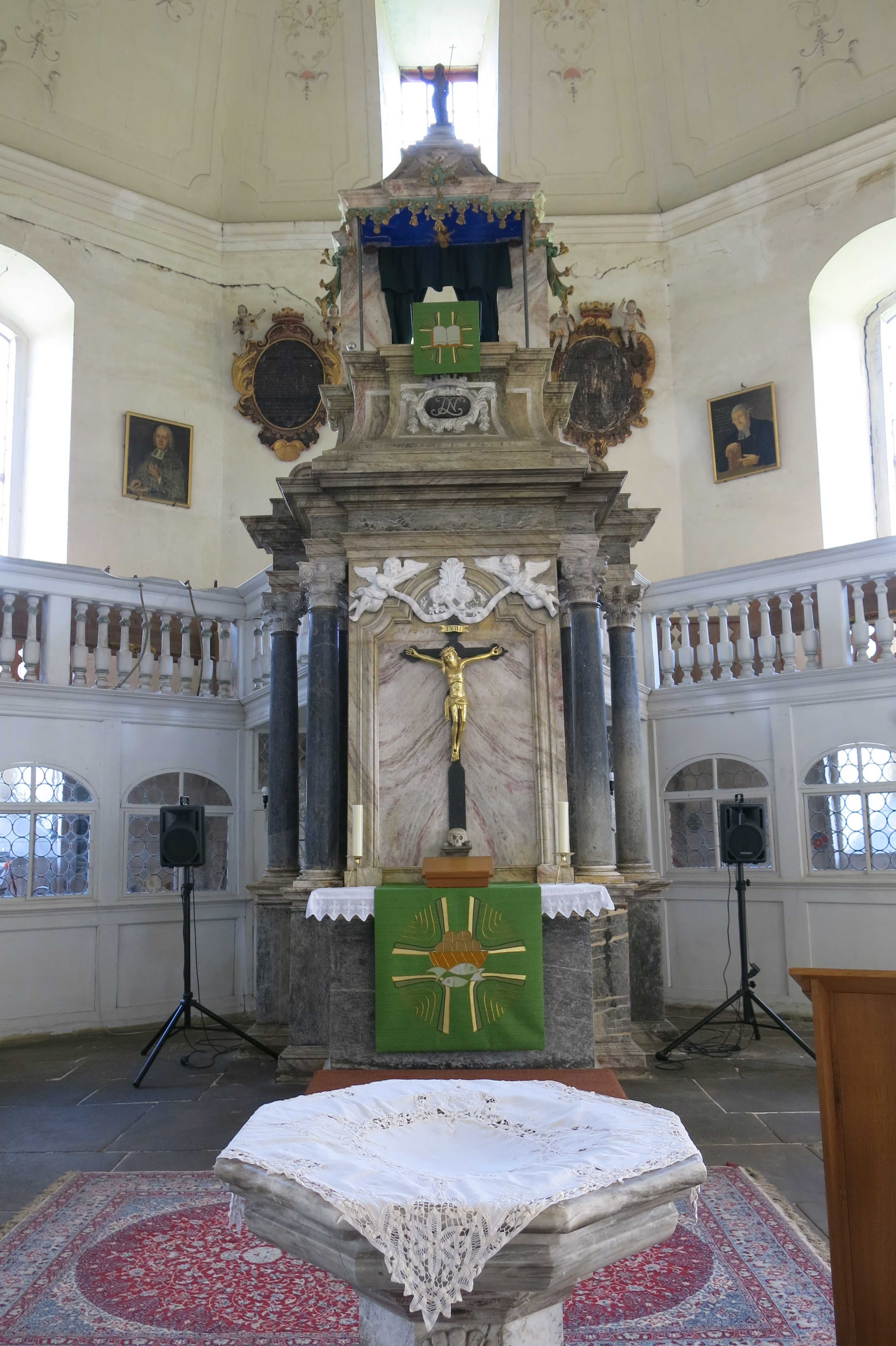
Kanzelaltar aus Döschnitzer Marmor

## Ausstattung
Für den Bau der Kirche verwendete man Marmor, der in einem Steinbruch oberhalb der Kirche und des Friedhofes abgebaut wurde. Eine besondere Sehenswürdigkeit ist der Kanzelaltar, der aus hellem und dunklem, graugelb und rot gesprenkeltem Döschnitzer Marmor besteht.
An der Altarrückseite sind zwei Reliefplatten aus der alten Kirche eingelassen. Sie stellen die Kreuzigung Christi und die Auferstehung dar. Darunter befindet sich eine mit einer eisernen Gittertür verschlossene Sakramentsnische.
Die Reliefplatten sind Fragmente eines Epitaphs für Sebastian Leonhard von Schaumburg, Kirchenpatron bis zu seinem Tode im Jahre 1593. Dieses Wandgrabmal wird Nicolaus Bergner zugeschrieben, einem thüringischen Bildhauer der Spätrenaissance. Es wurde vermutlich beim Abriss der alten Kirche im Jahr 1732 zerschlagen.
Johann Michael Wagner aus Schmiedefeld am Rennsteig übernahm den Bau der Orgel im Jahre 1751. Er hatte sich gerade als Orgelbauer selbständig gemacht und mit seinem Bruder Johannes ein Familienunternehmen gegründet. Das Projekt in Döschnitz war sein erster Auftrag für den Neubau einer Orgel. 1969 wurden alle sichtbaren Pfeifen neu hergestellt. Die alten Pfeifen mussten 1939 für Kriegszwecke abgegeben werden.
Den Taufstein, ebenfalls aus Marmor, stiftete Johann Martin Bergmann im Jahre 1737.
Links und rechts hinter der Kanzel hängen zwei mit kunstvollen Holzschnitzereien verzierte Gedenktafeln. Sie sind Pfarrer Wintzer und seinem Sohn Dr. phil. und med. Johann Gottfried Wintzer gewidmet, die sich beide um den Bau und die Ausstattung der Kirche verdient gemacht hatten.
Zwei Gemälde, ebenfalls hinter der Kanzel, zeigen Bildnisse der Pfarrer Lunderstedt und Scherr.
Im Zweiten Weltkrieg fielen die drei Bronzeglocken im Kirchturm der „Metallspende des deutschen Volkes“ zum Opfer. Sie wurden später durch Stahlglocken ersetzt.
Auf dem ausgelagerten Wandteppich ist Christus als guter Hirte der Gemeinde dargestellt.